# Sainte-Geneviève, Meurthe-et-Moselle
Sainte-Geneviève är en kommun i departementet Meurthe-et-Moselle i regionen Grand Est (tidigare regionen Lorraine) i nordöstra Frankrike. Kommunen ligger i kantonen Pont-à-Mousson som tillhör arrondissementet Nancy. År 2022 hade Sainte-Geneviève 189 invånare.

## Befolkningsutveckling
Antalet invånare i kommunen Sainte-Geneviève
| Referens: INSEE |